# Metaphidippus pluripunctatus
Metaphidippus pluripunctatus är en spindelart som beskrevs av Cândido Firmino de Mello-Leitão 1944. 
Metaphidippus pluripunctatus ingår i släktet Metaphidippus och familjen hoppspindlar. Inga underarter finns listade i Catalogue of Life.